# Melancia (símbolo palestino)

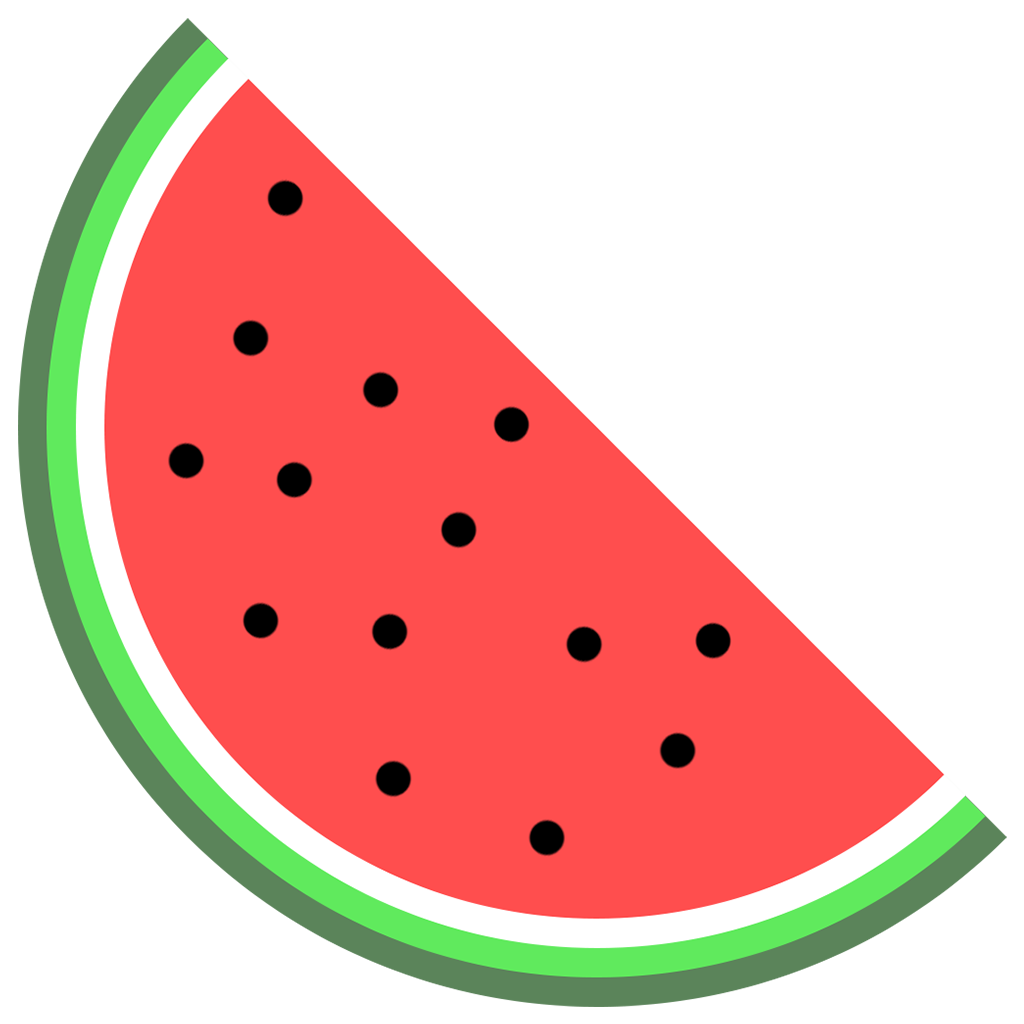
Símbolo da melancia, frequentemente usado como emoji (🍉)

A melancia (árabe levantino: بطيخ, romanizado: baṭṭīkh) tem sido usada como um símbolo pró-palestino em protestos e obras de arte, representando a luta contra a ocupação israelense dos territórios palestinos. Começou a ser usada dessa forma em resposta à supressão israelense da exibição da bandeira palestina, já que a melancia tem as mesmas cores da bandeira: vermelho, verde, branco e preto.

## Origens
A bandeira da Palestina, colorida nas cores pan-árabes de vermelho, verde, branco e preto, foi proibida em Israel em certas situações, levando a melancia, cultivada localmente e com cores semelhantes, a ocupar seu lugar na iconografia palestina como uma alternativa por décadas. Após a Guerra dos Seis Dias de 1967, Israel proibiu a exibição da bandeira palestina e suas cores na Faixa de Gaza e na Cisjordânia, com as Forças de Defesa de Israel (FDI) supostamente prendendo qualquer pessoa que a exibisse.
Em 1980, as FDI fecharam uma galeria de arte em Ramallah. De acordo com o organizador da exposição, as FDI explicaram que as regras proibiam os palestinos de exibir vermelho, verde, preto e branco, e a melancia é um exemplo de arte que viola as regras do exército israelense.

Bandeira da Palestina com uma melancia substituindo o triângulo vermelho

Em 1993, como parte dos Acordos de Oslo, Israel levantou a proibição da bandeira palestina. Na época, o New York Times afirmou que "jovens eram presos por carregar melancias fatiadas", mas o artista palestino Sliman Mansour levantou dúvidas sobre a veracidade dessas alegações. Uma nota posterior do editor sobre o artigo diz: "Dada a ambiguidade da situação, o Times deveria ter omitido a anedota ou deixado claro que o relato não foi confirmado". Mansour se lembra de uma conversa inicial sobre o assunto, mas não recorda o uso de qualquer iconografia de melancia até 2007, quando Khaled Hourani criou uma imagem para um projeto chamado "Atlas Subjetivo da Palestina". Outros artistas que usaram a melancia incluem Sarah Hatahet, Sami Boukhari, Aya Mobaydeen e Beesan Arafat.

## Ressurgimento
Em 2023, o Ministério da Segurança Nacional de Israel proibiu a bandeira palestina em locais públicos. Em resposta, muitos israelenses exibiram adesivos de melancia com a frase "Isto não é uma bandeira palestina".
Desde o início da guerra entre Israel e Hamas em 2023, o símbolo da melancia passou por um aumento de popularidade. As pessoas têm utilizado esse símbolo, frequentemente usando emojis de melancia (🍉) nas redes sociais para mostrar apoio à Palestina. Em particular, o símbolo pode ser utilizado para contornar a censura e o shadow banning em algumas plataformas, evitando símbolos mais evidentes, como as bandeiras palestinas.

## Galeria

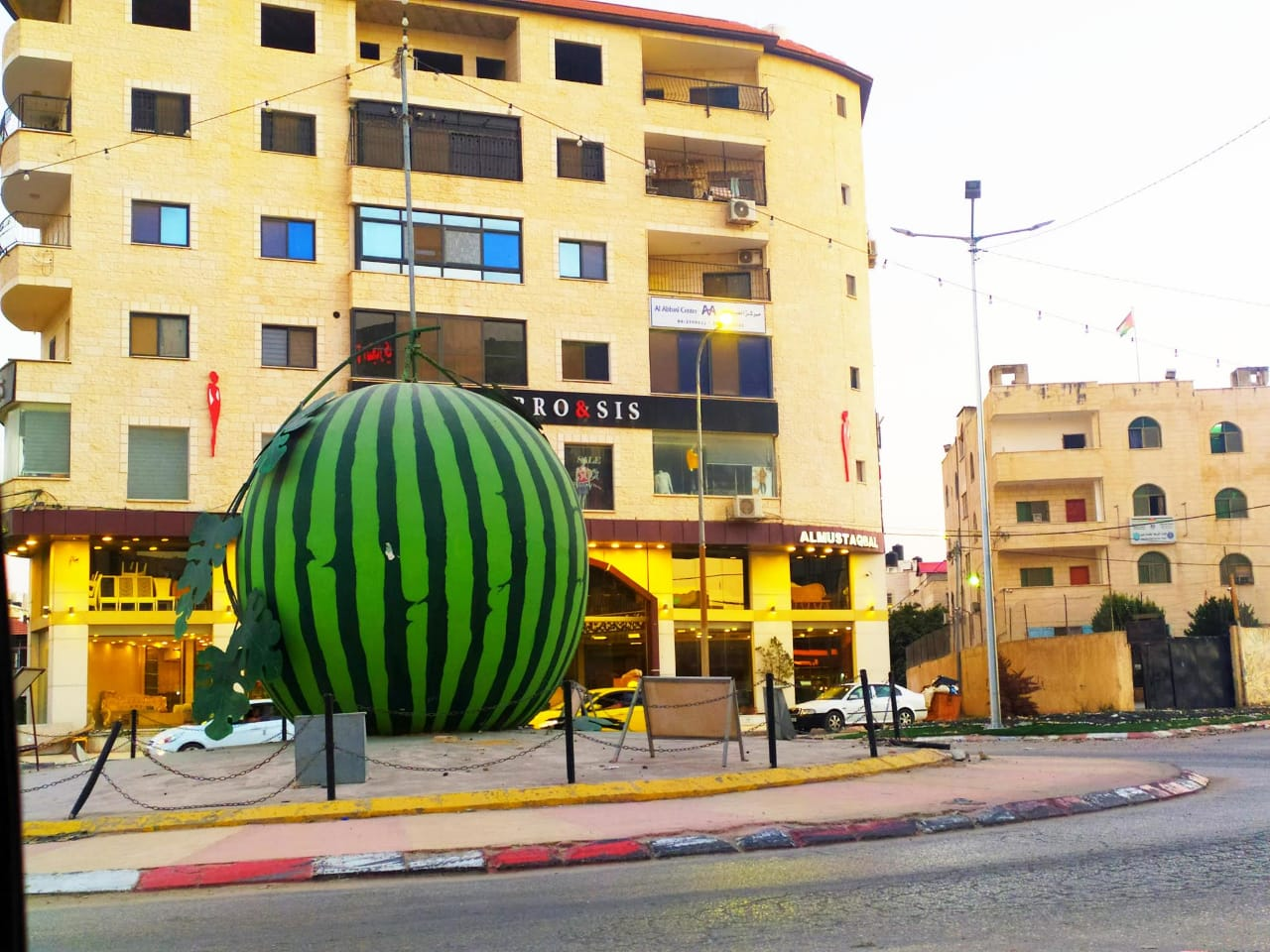
Escultura de melancia em uma rotatória em Jenim, Palestina (janeiro de 2021)
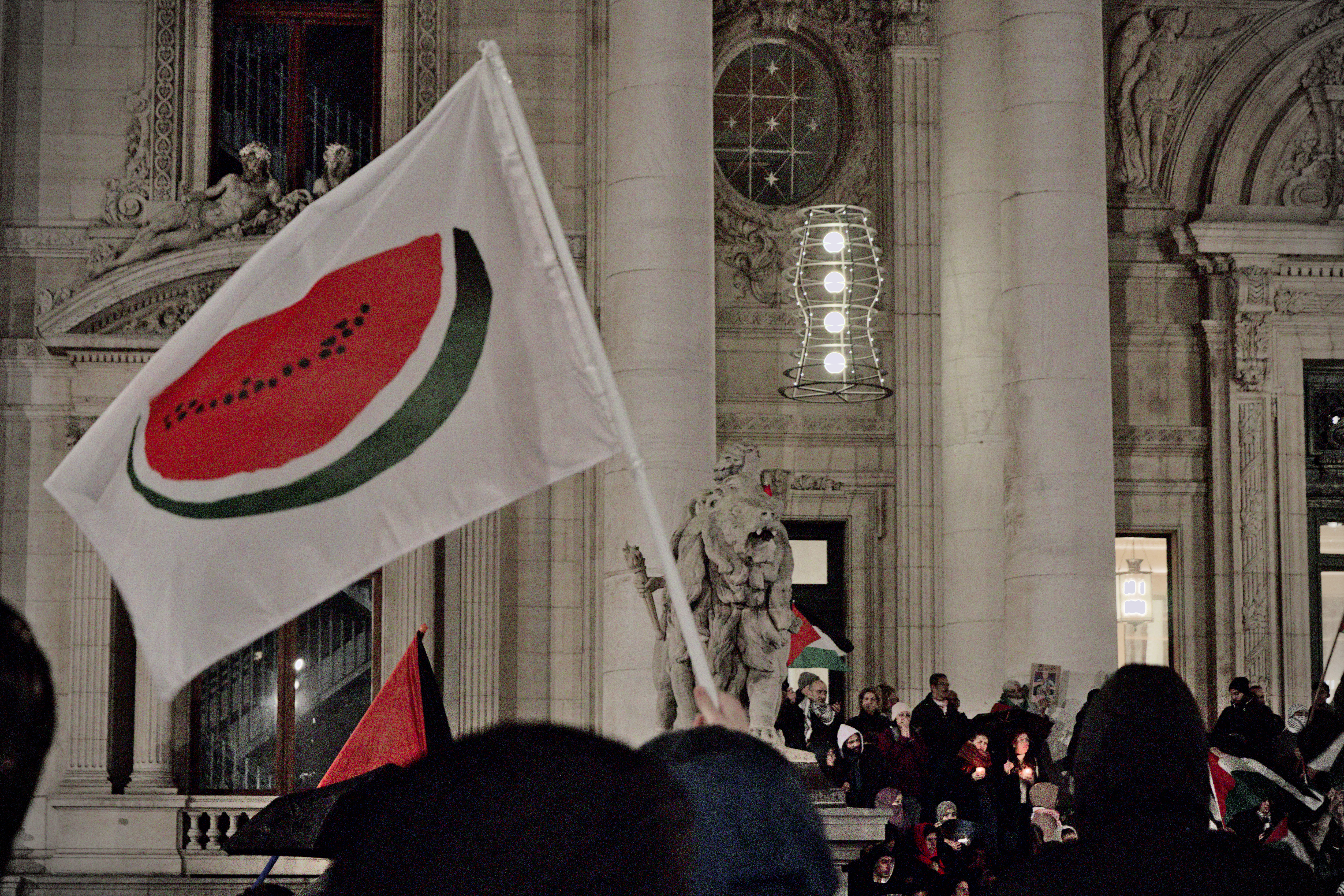
Encontro de solidariedade pela Palestina em Bruxelas (2023)
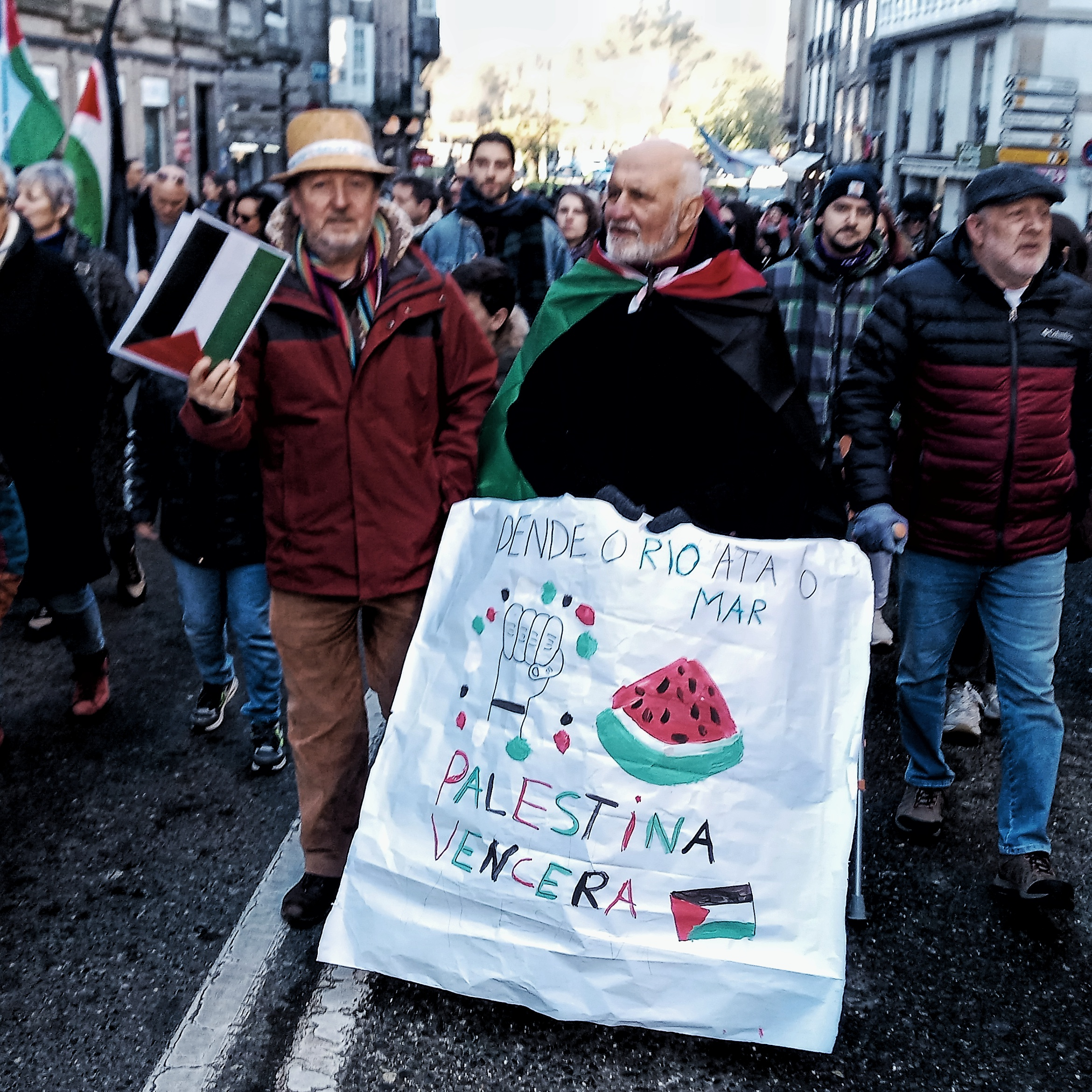
Protesto pró-Palestina em Santiago de Compostela, Espanha (17 de dezembro de 2023)
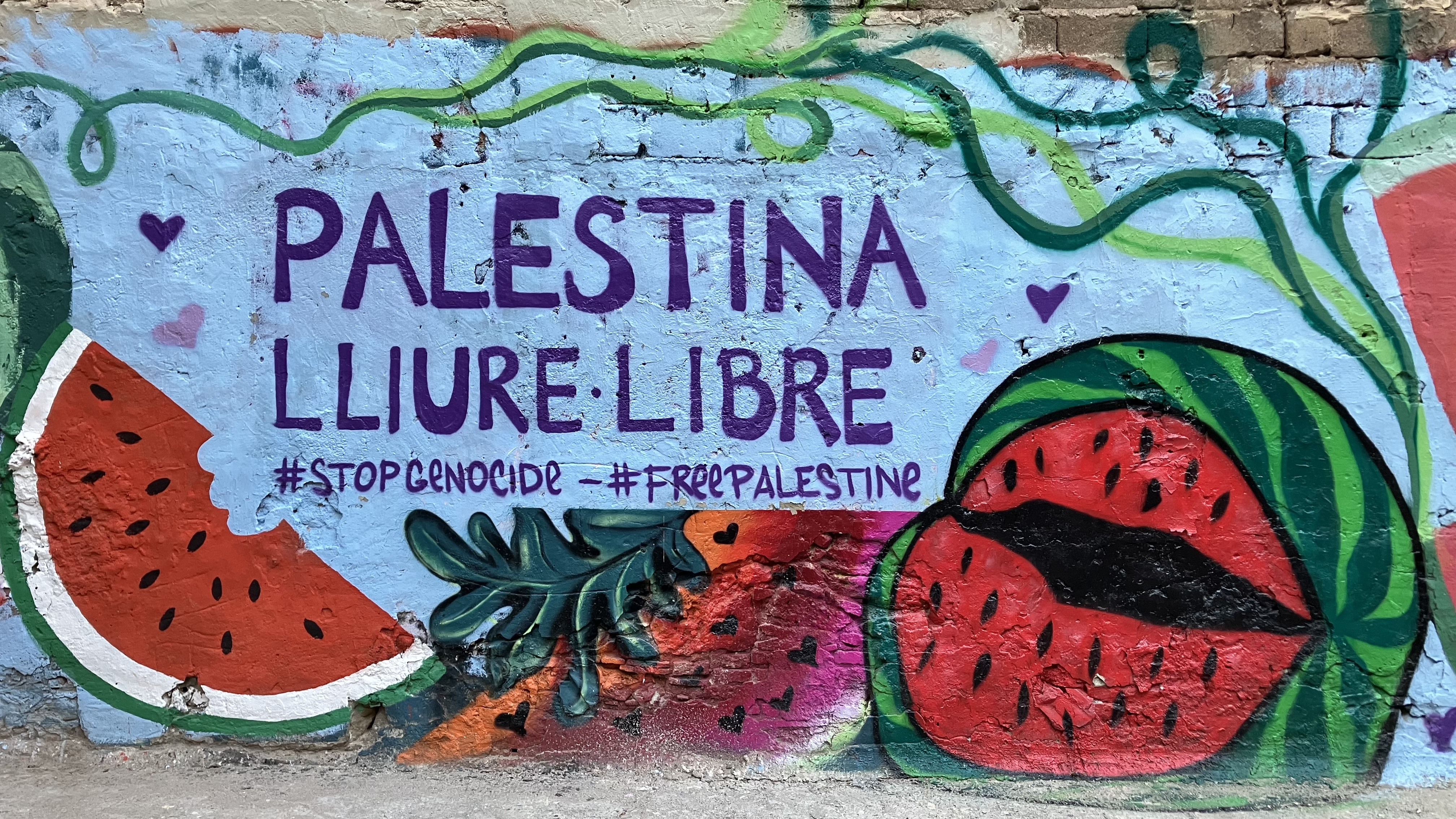
Um mural pintado em uma parede de uma rua em Barcelona